# 禁じられた遊び (漫画)
『禁じられた遊び』（きんじられたあそび）は、藤子不二雄の安孫子素雄による日本の読切漫画作品。ブラックユーモア短編の1作。1971年『COM』7月号（虫プロ商事）に掲載。

## 物語
飯村浩子（単行本収録時は「マコ」）は動物を愛する心優しい5歳の少女。自宅で飼育しているリスが6匹も子供を産み喜んだのもつかの間、やはりペットの金魚が死んでしまう。父は浩子（マコ）に生命には限りがあること、死んでしまったものはお墓に埋葬して弔うべきであること、を説く。やがて浩子（マコ）は「お墓」に異様な執心を示すようになる……

## 解説
初出においては同誌に掲載された短編連作「白い童話」シリーズの第6作（最終作）として発表された。その後は1978年に奇想天外社から刊行された『藤子不二雄ホラー・ファンタジー劇場 ヒゲ男』に収録されたのみであったが、1988年に刊行された中央公論社の『愛蔵版ブラックユーモア短編集 第2巻 ぶきみな5週間』所収の『毛のはえた楽器』が、黒人描写に対する自主規制として2刷以降において削除されたため、差し替えとして同書に収録された。『毛のはえた楽器』は本来『ぶきみな5週間』シリーズの第1作（第1週）であったため、本作も同シリーズの1作という扱いとなった。
ただし本作は上記愛蔵版収録に当たって大幅な修正が加えられており、初出時は25ページの作品であったが、愛蔵版では10ページに削減されている。初出時は浩子の友人として「タカシちゃん」という知的障害を持つ少年が登場し、実行犯役を担っていた。修正に当たっては彼の登場シーンと、浩子が家族で外人墓地へ出かけ、お墓の美しさに魅了される演出が削除された。
また、初出時は主人公が飯村浩子という名前だったが、単行本収録時にマコに変更されており、その他にも父親が「飯村浩一（28才）」、母親が「飯村洋子（25才）」とされていた名前・年齢の紹介が削除されている。『藤子不二雄ホラー・ファンタジー劇場 ヒゲ男』収録版では、「タカシちゃん」の呼称も削除され、名前不明となっている。